# 케톤산증
케톤산증(ketoacidosis)은 케톤체 생산이 조절되지 않아 대사성 산증이 유발되는 대사 이상이다. 케톤증은 혈중 케톤 농도가 어떤 방식으로든 올라가는 상태를 일컫지만, 케톤산증은 혈중 pH를 변화시키는 특정한 병리적 상태이며 의학적 주의가 필요한 상태이다. 케톤산증의 가장 흔한 원인은 당뇨병성 케톤산증이지만 음주나 약물, 독소, 드물게는 굶어서 발생할 수 있다.

## 증상과 징후
케톤산증의 증상은 기저의 원인에 따라 다르게 나타난다. 가장 흔한 증상에는 구역질, 구토, 복통, 쇠약감 등이 있다. 날숨에서는 휘발성 케톤인 아세톤의 냄새가 날 수 있다. 대사성 산증을 보상하기 위해 빠르고 깊은 호흡 패턴인 쿠스마울호흡이 나타날 수도 있다. 당뇨병성 케톤산증인 경우 알코올로 인한 경우보다 의식 상태가 변화하는 경우가 많다.

## 원인

A: 근섬유, B: 아미노산, C: 간, E: 지방산 F: 글루카곤, G: 혈관
과정: 1. 인슐린이 부족해지면서 아미노산이 근섬유에서 방출된다.
2. 아미노산이 근섬유에서 방출되면 간에서 포도당으로 전환된다.
3. 만들어진 포도당이 혈액 내에 풍부해진다.
4. 지방산과 글리세롤이 지방 조직에서 방출되어 간에서 케톤으로 변환된다.
5. 지방산, 글리세롤과 함께, 인슐린 부족으로 인해 생산된 포도당도 간에서 케톤으로 변환된다.
6. 생산된 케톤이 혈액 내에 많아지며 혈당 증가, 구역질, 구토, 갈증, 오줌 생산 증가, 복통 등을 유발한다.

케톤산증은 케톤체의 생산이 조절되지 않아서 발생한다. 정상적으로 케톤의 생산은 여러 호르몬에 의해 조절되며, 이 중 인슐린의 역할이 가장 중요하다. 케톤 생산을 조절하는 기전이 제대로 작용하지 않으면 케톤 농도가 급격히 올라가며 대사성 산증 같은 생리학적으로 위험한 변화들을 일으킬 수 있다.

### 당뇨병
케톤산증의 가장 흔한 원인은 제1형 당뇨병이나 제2형 당뇨병 말기에 나타나는 인슐린 결핍이다. 이런 기전으로 발생하는 케톤산증을 당뇨병성 케톤산증이라고 하며 고혈당증, 탈수, 대사성 산증이 특징적으로 나타난다. 고칼륨혈증, 저나트륨혈증 같은 다른 전해질 이상도 함께 나타날 수 있다. 혈액 내 인슐린이 부족해지면 지방 조직에서 지방산 방출이 통제되지 않으며 지방산이 아세틸 CoA로 산화되는 양이 늘어난다. 아세틸 CoA 일부는 케톤생성 과정에 사용되며, 따라서 정상 생리에서 보이는 것보다 케톤 농도가 훨씬 올라간다.

### 알코올
알코올성 케톤산증은 보통 영양 공급이 제대로 되지 않는 상태에서 오랜 기간 동안 많은 양의 알코올 섭취로 인해 복잡한 생리를 거쳐 일어난다. 만성적인 알코올 섭취는 간의 글리코겐 보관을 결핍시키며 에탄올 대사 과정은 포도당신생합성 과정을 손상시킨다. 따라서 포도당 생산이 감소되며 저혈당증이 유발되고, 몸이 지방산과 케톤체 대사에 의존하게 된다. 구토나 탈수 같은 추가적인 스트레스 인자는 글루카곤, 코르티솔, 성장호르몬 등의 길항호르몬을 증가시켜 자유 지방산 방출량과 케톤체 생산량을 늘린다. 또한 에탄올 대사는 혈중 젖산 농도를 올려 대사성 산증에 기여할 수 있다.

### 기아
굶주림은 케톤산증의 드문 원인으로, 보통 굶었을 때는 케톤산증 없이 생리적 케톤증을 일으킨다. 굶어서 생기는 케톤산증은 임신, 모유 수유, 급성 질환 같은 추가적인 대사성 스트레스 인자가 있을 때 가장 흔히 발생한다.

### 약물
SGLT2 억제제 같은 특정 약물도 케톤체 농도를 올릴 수 있다. SGLT2 억제제는 정상 혈당인 케톤산증을 유발한다. 살리실산염이나 이소니아지드를 과도하게 투여하여도 케톤산증의 원인이 될 수 있다.

### 독소
메탄올, 에틸렌 글라이콜, 아이소프로필 알코올, 아세톤 등을 섭취했을 때 케톤산증이 발생할 수 있다.

## 병태생리
케톤은 간세포의 미토콘드리아에 존재하는 지방산에서 일차적으로 생산된다. 케톤 생산은 인슐린에 의해 강하게 조절되며, 인슐린이 완전히 결핍되거나 상대적으로 부족해지는 것이 케톤산증의 발병기전이다. 인슐린은 지방산 방출의 강력한 억제제로, 따라서 인슐린 결핍은 지방 조직에서 조절되지 않는 지방산 방출의 원인이 된다. 또한 인슐린이 결핍되면 케톤체 생산이 많아지며 케톤체가 말초 조직에서 사용되는 것을 억제한다. 이런 과정은 치료되지 않은 당뇨병 같은 완전한 인슐린 결핍 상태나, 굶주림, 많은 양의 만성 알코올 섭취, 기타 다른 질병 같이 글루카곤과 길항호르몬이 증가하여 상대적으로 인슐린이 결핍되는 상태일 때 발생한다.
아세토아세트산과 베타-하이드록시뷰티르산이 순환 케톤체 중 가장 많은 양을 차지한다. 케톤체는 산성이지만 정상적인 상태에서는 몸의 산/염기 완충제가 작용하여 케톤체가 혈중 pH를 변화시키는 것을 막는다.

## 관리
치료 방법은 케톤산증의 기저 원인에 따라 달라진다. 당뇨병성 케톤산증은 인슐린 투여, 수액 주사, 전해질 대체, 보존 치료 등을 통해 치료한다. 알코올성 케톤산증은 정맥 덱스트로스 투여와 보존 치료를 통해 치료하며 보통 인슐린은 필요로 하지 않는다. 굶주림으로 인한 케톤산증은 정맥 덱스트로스 투여와 함께, 영양재개증후군을 동반하며 나타날 수 있는 전해질 변화에 주의하여야 한다.

## 역학
당뇨병 환자, 만성 알코올 섭취력이 있는 사람, 임산부, 수유 중인 여성, 어린이, 유아 등의 특정 집단은 케톤산증이 발생하기 쉽다.
인슐린을 거의 또는 전혀 생산하지 못하는 당뇨병 환자들은 케톤산증이 생기기 쉬우며, 특히 인슐린 투여를 놓친 경우 더욱 찾아오기 쉽다. 제1형 당뇨병이나 케톤증 경향 당뇨병인 경우가 여기에 포함된다.
다량의 알코올을 만성적으로 섭취한 경우도 케톤산증의 위험 인자가 되며, 특히 영양 상태가 불량하거나 다른 질환이 같이 있는 경우 더 위험하다.
임산부에서는 글루카곤, 사람 태반 락토겐 같은 호르몬 농도가 높다. 이 호르몬들은 순환하는 자유 지방산 양을 증가시켜 케톤 생산을 늘린다. 수유 중인 여성은 케톤 생산이 늘어나기 쉽다. 이런 사람들은 단식, 저탄수화물 식단, 급성 질환 같은 대사성 스트레스 인자가 있을 경우 케톤산증 발달의 위험이 있다.
어린이와 유아는 글리코겐 저장량이 낮으며 급성 질환, 특히 위장관계 질환이 있을 경우 글루카곤과 길항호르몬 농도가 높아질 수 있다. 이로 인해 어린이는 케톤 생산이 쉽게 증가하게 되고, 드물긴 하지만 급성 질환에서 케톤산증으로 진행할 수 있다.

## 같이 보기
- 알코올성 케톤산증
- 당뇨병성 케톤산증
- 케톤증
- 쿠스마울호흡
- 대사성 산증